# Monika Žídková
Monika Žídková (ur. 11 czerwca 1977 w Kravařach) – czeska modelka, zwyciężczyni konkursów Miss Czech 1995 i Miss Europe 1995.

## Życiorys
Ukończyła studia na Uniwersytecie Ostrawskim. Zmieniła nazwisko panieńskie, gdy ją poślubił Petr Brzeska. Razem z mężem założyła firmę Miss cosmetic. Mają córkę Nikol i syna Dawida.